# Selaginella lewalleana
Selaginella lewalleana är en mosslummerväxtart som beskrevs av M.P.Bizzarri. Selaginella lewalleana ingår i släktet mosslumrar, och familjen mosslummerväxter. Inga underarter finns listade i Catalogue of Life.